# Jezdec (šachy)
Jezdec (také kůň) je jeden ze šachových kamenů, společně se střelcem patří mezi lehké figury. Má atypicky způsob pohybu: přesune o dvě pole svisle nebo vodorovně a poté ještě o jedno pole kolmo na původní směr – cesta připomíná písmeno L. Jezdec je jedinou šachovou figurou, která se může pohybovat i přes ostatní šachové kameny. Každý hráč má na začátku hry dva jezdce.

## Charakteristika
Jezdci jsou v úvodu umístěni na polích b1 a g1 u hráče s bílými kameny, b8 a g8 u hráče s černými kameny.
Jezdec je pro svůj zajímavý způsob pohybu velmi oblíbený u začátečníků.[zdroj?]

## Zvláštnosti pohybu
|   | a | b | c | d | e | f | g | h |   |
| 8 | c6 černý křížek · e6 černý křížek · b5 černý křížek · f5 černý křížek · d4 černý jezdec · b3 černý křížek · f3 černý křížek · c2 černý křížek · e2 černý křížek | c6 černý křížek · e6 černý křížek · b5 černý křížek · f5 černý křížek · d4 černý jezdec · b3 černý křížek · f3 černý křížek · c2 černý křížek · e2 černý křížek | c6 černý křížek · e6 černý křížek · b5 černý křížek · f5 černý křížek · d4 černý jezdec · b3 černý křížek · f3 černý křížek · c2 černý křížek · e2 černý křížek | c6 černý křížek · e6 černý křížek · b5 černý křížek · f5 černý křížek · d4 černý jezdec · b3 černý křížek · f3 černý křížek · c2 černý křížek · e2 černý křížek | c6 černý křížek · e6 černý křížek · b5 černý křížek · f5 černý křížek · d4 černý jezdec · b3 černý křížek · f3 černý křížek · c2 černý křížek · e2 černý křížek | c6 černý křížek · e6 černý křížek · b5 černý křížek · f5 černý křížek · d4 černý jezdec · b3 černý křížek · f3 černý křížek · c2 černý křížek · e2 černý křížek | c6 černý křížek · e6 černý křížek · b5 černý křížek · f5 černý křížek · d4 černý jezdec · b3 černý křížek · f3 černý křížek · c2 černý křížek · e2 černý křížek | c6 černý křížek · e6 černý křížek · b5 černý křížek · f5 černý křížek · d4 černý jezdec · b3 černý křížek · f3 černý křížek · c2 černý křížek · e2 černý křížek | 8 |
| 7 | c6 černý křížek · e6 černý křížek · b5 černý křížek · f5 černý křížek · d4 černý jezdec · b3 černý křížek · f3 černý křížek · c2 černý křížek · e2 černý křížek | c6 černý křížek · e6 černý křížek · b5 černý křížek · f5 černý křížek · d4 černý jezdec · b3 černý křížek · f3 černý křížek · c2 černý křížek · e2 černý křížek | c6 černý křížek · e6 černý křížek · b5 černý křížek · f5 černý křížek · d4 černý jezdec · b3 černý křížek · f3 černý křížek · c2 černý křížek · e2 černý křížek | c6 černý křížek · e6 černý křížek · b5 černý křížek · f5 černý křížek · d4 černý jezdec · b3 černý křížek · f3 černý křížek · c2 černý křížek · e2 černý křížek | c6 černý křížek · e6 černý křížek · b5 černý křížek · f5 černý křížek · d4 černý jezdec · b3 černý křížek · f3 černý křížek · c2 černý křížek · e2 černý křížek | c6 černý křížek · e6 černý křížek · b5 černý křížek · f5 černý křížek · d4 černý jezdec · b3 černý křížek · f3 černý křížek · c2 černý křížek · e2 černý křížek | c6 černý křížek · e6 černý křížek · b5 černý křížek · f5 černý křížek · d4 černý jezdec · b3 černý křížek · f3 černý křížek · c2 černý křížek · e2 černý křížek | c6 černý křížek · e6 černý křížek · b5 černý křížek · f5 černý křížek · d4 černý jezdec · b3 černý křížek · f3 černý křížek · c2 černý křížek · e2 černý křížek | 7 |
| 6 | c6 černý křížek · e6 černý křížek · b5 černý křížek · f5 černý křížek · d4 černý jezdec · b3 černý křížek · f3 černý křížek · c2 černý křížek · e2 černý křížek | c6 černý křížek · e6 černý křížek · b5 černý křížek · f5 černý křížek · d4 černý jezdec · b3 černý křížek · f3 černý křížek · c2 černý křížek · e2 černý křížek | c6 černý křížek · e6 černý křížek · b5 černý křížek · f5 černý křížek · d4 černý jezdec · b3 černý křížek · f3 černý křížek · c2 černý křížek · e2 černý křížek | c6 černý křížek · e6 černý křížek · b5 černý křížek · f5 černý křížek · d4 černý jezdec · b3 černý křížek · f3 černý křížek · c2 černý křížek · e2 černý křížek | c6 černý křížek · e6 černý křížek · b5 černý křížek · f5 černý křížek · d4 černý jezdec · b3 černý křížek · f3 černý křížek · c2 černý křížek · e2 černý křížek | c6 černý křížek · e6 černý křížek · b5 černý křížek · f5 černý křížek · d4 černý jezdec · b3 černý křížek · f3 černý křížek · c2 černý křížek · e2 černý křížek | c6 černý křížek · e6 černý křížek · b5 černý křížek · f5 černý křížek · d4 černý jezdec · b3 černý křížek · f3 černý křížek · c2 černý křížek · e2 černý křížek | c6 černý křížek · e6 černý křížek · b5 černý křížek · f5 černý křížek · d4 černý jezdec · b3 černý křížek · f3 černý křížek · c2 černý křížek · e2 černý křížek | 6 |
| 5 | c6 černý křížek · e6 černý křížek · b5 černý křížek · f5 černý křížek · d4 černý jezdec · b3 černý křížek · f3 černý křížek · c2 černý křížek · e2 černý křížek | c6 černý křížek · e6 černý křížek · b5 černý křížek · f5 černý křížek · d4 černý jezdec · b3 černý křížek · f3 černý křížek · c2 černý křížek · e2 černý křížek | c6 černý křížek · e6 černý křížek · b5 černý křížek · f5 černý křížek · d4 černý jezdec · b3 černý křížek · f3 černý křížek · c2 černý křížek · e2 černý křížek | c6 černý křížek · e6 černý křížek · b5 černý křížek · f5 černý křížek · d4 černý jezdec · b3 černý křížek · f3 černý křížek · c2 černý křížek · e2 černý křížek | c6 černý křížek · e6 černý křížek · b5 černý křížek · f5 černý křížek · d4 černý jezdec · b3 černý křížek · f3 černý křížek · c2 černý křížek · e2 černý křížek | c6 černý křížek · e6 černý křížek · b5 černý křížek · f5 černý křížek · d4 černý jezdec · b3 černý křížek · f3 černý křížek · c2 černý křížek · e2 černý křížek | c6 černý křížek · e6 černý křížek · b5 černý křížek · f5 černý křížek · d4 černý jezdec · b3 černý křížek · f3 černý křížek · c2 černý křížek · e2 černý křížek | c6 černý křížek · e6 černý křížek · b5 černý křížek · f5 černý křížek · d4 černý jezdec · b3 černý křížek · f3 černý křížek · c2 černý křížek · e2 černý křížek | 5 |
| 4 | c6 černý křížek · e6 černý křížek · b5 černý křížek · f5 černý křížek · d4 černý jezdec · b3 černý křížek · f3 černý křížek · c2 černý křížek · e2 černý křížek | c6 černý křížek · e6 černý křížek · b5 černý křížek · f5 černý křížek · d4 černý jezdec · b3 černý křížek · f3 černý křížek · c2 černý křížek · e2 černý křížek | c6 černý křížek · e6 černý křížek · b5 černý křížek · f5 černý křížek · d4 černý jezdec · b3 černý křížek · f3 černý křížek · c2 černý křížek · e2 černý křížek | c6 černý křížek · e6 černý křížek · b5 černý křížek · f5 černý křížek · d4 černý jezdec · b3 černý křížek · f3 černý křížek · c2 černý křížek · e2 černý křížek | c6 černý křížek · e6 černý křížek · b5 černý křížek · f5 černý křížek · d4 černý jezdec · b3 černý křížek · f3 černý křížek · c2 černý křížek · e2 černý křížek | c6 černý křížek · e6 černý křížek · b5 černý křížek · f5 černý křížek · d4 černý jezdec · b3 černý křížek · f3 černý křížek · c2 černý křížek · e2 černý křížek | c6 černý křížek · e6 černý křížek · b5 černý křížek · f5 černý křížek · d4 černý jezdec · b3 černý křížek · f3 černý křížek · c2 černý křížek · e2 černý křížek | c6 černý křížek · e6 černý křížek · b5 černý křížek · f5 černý křížek · d4 černý jezdec · b3 černý křížek · f3 černý křížek · c2 černý křížek · e2 černý křížek | 4 |
| 3 | c6 černý křížek · e6 černý křížek · b5 černý křížek · f5 černý křížek · d4 černý jezdec · b3 černý křížek · f3 černý křížek · c2 černý křížek · e2 černý křížek | c6 černý křížek · e6 černý křížek · b5 černý křížek · f5 černý křížek · d4 černý jezdec · b3 černý křížek · f3 černý křížek · c2 černý křížek · e2 černý křížek | c6 černý křížek · e6 černý křížek · b5 černý křížek · f5 černý křížek · d4 černý jezdec · b3 černý křížek · f3 černý křížek · c2 černý křížek · e2 černý křížek | c6 černý křížek · e6 černý křížek · b5 černý křížek · f5 černý křížek · d4 černý jezdec · b3 černý křížek · f3 černý křížek · c2 černý křížek · e2 černý křížek | c6 černý křížek · e6 černý křížek · b5 černý křížek · f5 černý křížek · d4 černý jezdec · b3 černý křížek · f3 černý křížek · c2 černý křížek · e2 černý křížek | c6 černý křížek · e6 černý křížek · b5 černý křížek · f5 černý křížek · d4 černý jezdec · b3 černý křížek · f3 černý křížek · c2 černý křížek · e2 černý křížek | c6 černý křížek · e6 černý křížek · b5 černý křížek · f5 černý křížek · d4 černý jezdec · b3 černý křížek · f3 černý křížek · c2 černý křížek · e2 černý křížek | c6 černý křížek · e6 černý křížek · b5 černý křížek · f5 černý křížek · d4 černý jezdec · b3 černý křížek · f3 černý křížek · c2 černý křížek · e2 černý křížek | 3 |
| 2 | c6 černý křížek · e6 černý křížek · b5 černý křížek · f5 černý křížek · d4 černý jezdec · b3 černý křížek · f3 černý křížek · c2 černý křížek · e2 černý křížek | c6 černý křížek · e6 černý křížek · b5 černý křížek · f5 černý křížek · d4 černý jezdec · b3 černý křížek · f3 černý křížek · c2 černý křížek · e2 černý křížek | c6 černý křížek · e6 černý křížek · b5 černý křížek · f5 černý křížek · d4 černý jezdec · b3 černý křížek · f3 černý křížek · c2 černý křížek · e2 černý křížek | c6 černý křížek · e6 černý křížek · b5 černý křížek · f5 černý křížek · d4 černý jezdec · b3 černý křížek · f3 černý křížek · c2 černý křížek · e2 černý křížek | c6 černý křížek · e6 černý křížek · b5 černý křížek · f5 černý křížek · d4 černý jezdec · b3 černý křížek · f3 černý křížek · c2 černý křížek · e2 černý křížek | c6 černý křížek · e6 černý křížek · b5 černý křížek · f5 černý křížek · d4 černý jezdec · b3 černý křížek · f3 černý křížek · c2 černý křížek · e2 černý křížek | c6 černý křížek · e6 černý křížek · b5 černý křížek · f5 černý křížek · d4 černý jezdec · b3 černý křížek · f3 černý křížek · c2 černý křížek · e2 černý křížek | c6 černý křížek · e6 černý křížek · b5 černý křížek · f5 černý křížek · d4 černý jezdec · b3 černý křížek · f3 černý křížek · c2 černý křížek · e2 černý křížek | 2 |
| 1 | c6 černý křížek · e6 černý křížek · b5 černý křížek · f5 černý křížek · d4 černý jezdec · b3 černý křížek · f3 černý křížek · c2 černý křížek · e2 černý křížek | c6 černý křížek · e6 černý křížek · b5 černý křížek · f5 černý křížek · d4 černý jezdec · b3 černý křížek · f3 černý křížek · c2 černý křížek · e2 černý křížek | c6 černý křížek · e6 černý křížek · b5 černý křížek · f5 černý křížek · d4 černý jezdec · b3 černý křížek · f3 černý křížek · c2 černý křížek · e2 černý křížek | c6 černý křížek · e6 černý křížek · b5 černý křížek · f5 černý křížek · d4 černý jezdec · b3 černý křížek · f3 černý křížek · c2 černý křížek · e2 černý křížek | c6 černý křížek · e6 černý křížek · b5 černý křížek · f5 černý křížek · d4 černý jezdec · b3 černý křížek · f3 černý křížek · c2 černý křížek · e2 černý křížek | c6 černý křížek · e6 černý křížek · b5 černý křížek · f5 černý křížek · d4 černý jezdec · b3 černý křížek · f3 černý křížek · c2 černý křížek · e2 černý křížek | c6 černý křížek · e6 černý křížek · b5 černý křížek · f5 černý křížek · d4 černý jezdec · b3 černý křížek · f3 černý křížek · c2 černý křížek · e2 černý křížek | c6 černý křížek · e6 černý křížek · b5 černý křížek · f5 černý křížek · d4 černý jezdec · b3 černý křížek · f3 černý křížek · c2 černý křížek · e2 černý křížek | 1 |
|   | a | b | c | d | e | f | g | h |   |

- Jezdec po každém tahu mění barvu pole, na kterém stojí. Jezdec, který stojí na bílém poli, se dalším tahem přesune na černé pole a naopak
- Akční rádius a použitelnost jezdce ve hře velmi závisí na jeho poloze na šachovnici. Jezdec, který stojí uprostřed šachovnice, kontroluje celkem 8 polí. Jezdec, který stojí na okraji šachovnice, kontroluje pouze 4 pole a jezdec umístěný v rohu šachovnice má pod svou kontrolou pouhá dvě pole.
- Mezi zajímavé úlohy patří nalezení postupu, jak projít jezdcem celou šachovnici tak, aby na každé pole vstoupil právě jednou.

## Hodnota a síla
Jeho hodnota je přibližně 3 pěšci, přibližně stejná jako střelec, o něco menší než věž (tento rozdíl se nazývá kvalita) a třetina dámy.
Třebaže je jezdec figura znatelně slabší než dáma, s ohledem na zvláštnost jeho pohybu mu někdy hráč může dát před dámou přednost při proměně pěšce. Důvodem může být zejména okamžitá hrozba šachem v některých situacích.

### Proměnlivost síly
U jezdce však více než u ostatních figur jeho síla závisí na okolnostech, zejména postavení. Díky tomu, že jako jediný kámen může přeskakovat ostatní kameny, je relativně silnější v uzavřených postaveních. Oproti jednotlivému střelci má tu výhodu, že se může pohybovat po všech polích (střelec jen na jedné barvě).
Přitom však ovládá relativně málo polí a nepůsobí na dálku, z tohoto důvodu je dvojice střelců obvykle silnější než dvojice jezdců.

### Matování
Matování dvěma jezdci v koncovce proti samotnému králi (bez podpory jiných figur kromě krále) není vynutitelné, pokud protivník neudělá chybu, i v tomto případě je to však relativně složité. Mat je někdy možné vynutit, pokud slabší straně zbývá pěšec. Mat pouze jedním jezdcem a králem není možný.
Matu je však možné dosáhnout spoluprací střelce a jezdce, postup je však relativně složitý a zvládají ho jen pokročilí hráči.
S jezdcem je nerozlučně spojen pojem dušený mat.

## Reprezentace v počítači
Ve znakové sadě Unicode je znak U+2658 pro bílého jezdce (♘) a znak U+265E pro černého jezdce (♞). Viz též článek Šachové symboly v Unicode.